# 芒艾奘寺
芒艾奘寺，位于云南省德宏傣族景颇族自治州瑞丽市弄岛镇芒艾村，是瑞丽地区具有代表性的傣族佛寺建筑。

## 概况
芒艾奘寺始建于清代，占地面积610.2平方米，高11.3米，为干栏式建筑，竹笆墙、木柱、铁皮波形瓦、三重檐，面阔12间，供奉释迦牟尼像，佛像下摆放著名傣族诗人召尚弄·岩相的雕像。正门外连接四重檐顶的前廊，建有藏经房、泼水亭、持戒房等附属建筑。大殿左右对称，周围植有多株古树。
召尚弄·岩相出生于芒艾村，1858年在芒艾奘寺出家，1916年于寺中去世。
2012年5月15日，德宏州人民政府将芒艾奘寺列入德宏州文物保护单位。2019年2月21日，公布为第八批云南省文物保护单位。